# Ghitorni
Ghitorni es una ciudad censal situada en el distrito de Delhi sudoeste,  en el territorio de la capital nacional,  Delhi (India). Su población es de 14893 habitantes (2011). 

## Demografía
Según el censo de 2011 la población de Ghitorni era de 14893 habitantes, de los cuales 8302 eran hombres y 6591 eran mujeres. Ghitorni tiene una tasa media de alfabetización del 86,50%, inferior a la media estatal del 86,21%: la alfabetización masculina es del 93,67%, y la alfabetización femenina del 77,46%.